# Admetula cornidei
Admetula cornidei is een slakkensoort uit de familie van de Cancellariidae. De wetenschappelijke naam van de soort is voor het eerst geldig gepubliceerd in 1978 door Altimira.